# Zlatý potok
Zlatý potok este o arie protejată (arie specială de conservare — SAC, sit de importanță comunitară — SCI) din Republica Cehă întinsă pe o suprafață de 1,87 ha, integral pe uscat.

## Localizare
Centrul sitului Zlatý potok este situat la coordonatele 49°31′01″N 13°24′16″E / 49.516944°N 13.404444°E.

## Înființare
Situl Zlatý potok a fost declarat sit de importanță comunitară în aprilie 2005 pentru a proteja 1 specie de animale. Situl a fost protejat și ca arie specială de conservare în martie 2016.

## Biodiversitate
Situată în ecoregiunea continentală, aria protejată nu include niciun habitat protejat.
La baza desemnării sitului se află o specie protejată de  nevertebrate: Austropotamobius torrentium.